# Robert Newman

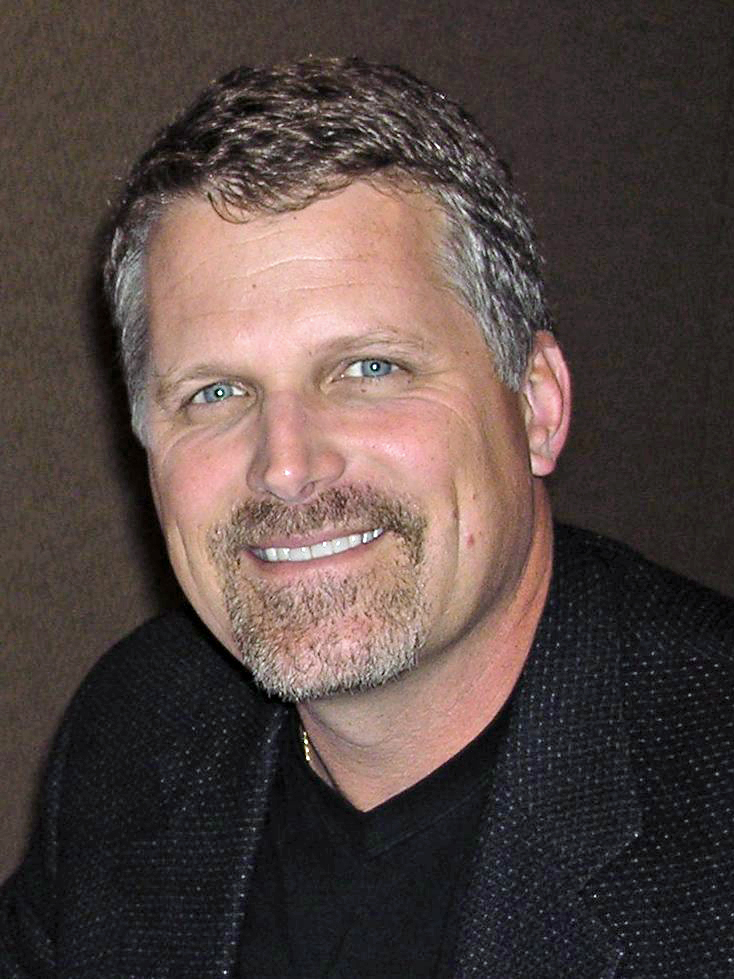
Robert Newman (2006)

Robert Newman (* 27. Juni 1958 in Los Angeles, Kalifornien) ist ein US-amerikanischer Schauspieler.
Robert Newman spielte die Rolle des Josh Lewis in der Springfield Story von 1981 bis 1984 und von 1986 bis 1991. Seit 1993 ist er dort wieder als einer der Hauptdarsteller zu sehen. Für seine Rolle wurde er zweimal (2002, 2006) für den Emmy und viermal (1989, 1990, 1998, 2000) für den Soap Opera Digest Award nominiert. Zwischendurch war Newman auch in Serien wie California Clan, General Hospital und Hunter zu sehen.
Robert Newman ist seit 1986 mit der Schauspielerin Britt Helfer verheiratet. Das Paar hat einen Sohn und eine Tochter.

## Filmografie (Auswahl)
- 1981–2009: Springfield Story (The Guiding Light, Fernsehserie, 553 Folgen)
- 1985: General Hospital (Fernsehserie, 1 Folge)
- 1986: California Clan (Santa Barbara, Fernsehserie, 27 Folgen)
- 1987: Straße nach Nirgendwo (Destination America, Fernsehfilm)
- 1990: Hunter (Fernsehserie, 2 Folgen)
- 1993: Land in Flammen (Class of '61, Fernsehfilm)
- 1995: Creep
- 2010: Law & Order: Special Victims Unit (Fernsehserie, 1 Folge)
- 2010: Criminal Minds (Fernsehserie, 1 Folge)
- 2011, 2013: Navy CIS (NCIS, Fernsehserie, 2 Folgen)
- 2013: Dracano
- 2013: Homeland (Fernsehserie, 1 Folge)
- 2013–2014: Venice the Series (Fernsehserie, 12 Folgen)
- 2014: The Amazing Spider-Man 2: Rise of Electro (The Amazing Spider-Man 2)
- 2016: Chicago Fire (Fernsehserie, 1 Folge)